# Mouvement national Le Cri
Le Mouvement National Le Cri est un mouvement français qui agit sur les terrains de la prison, de la prostitution et de la psychiatrie. Créé en 1969 à Dijon, il a une approche abolitionniste de la prostitution. Son siège est à Bordeaux, avec une implantation dans neuf autres villes de France. Selon un rapport parlementaire sur la prostitution paru en 2011, l'association « a principalement pour vocation de
sensibiliser l’opinion publique, notamment les jeunes, à la réalité du monde
prostitutionnel ».
Outre l'affichage de ses positions sur son site, l'association intervient en faisant du lobbying auprès des parlementaires et du grand public ainsi qu'en organisant des colloques sur le thème de la prostitution. Elle publie par ailleurs des dossiers d'étude à un rythme trimestriel.

## Sources
- Actes de la 3e Université d'automne de Poitiers, La prostitution, aujourd'hui: au marché du sexe, client, qui es-tu ?, ed.Mouvement Le cri, 1994
- Martine Costes-Péplinski, Nature, culture, guerre et prostitution: le sacrifice institutionnalisé du corps., ed.  L'Harmattan, 2001,  (ISBN 9782747520256).